# برادفورد جاكوبسن
برادفورد جاكوبسن (بالإنجليزية: Bradford Jacobsen)‏ هو سياسي أمريكي، ولد في 18 يناير 1957 في بونتياك في الولايات المتحدة. حزبياً، نشط في الحزب الجمهوري. وقد انتخب عضو مجلس نواب ميشيغان ‏.